# Henri Duterne
Henri Duterne homme politique français, médecin né le 27 septembre 1896 à Lille et décédé le 17 novembre 1980 à Dechy.

## Biographie
Élu député en 1958 et réélu en 1962 et 1967. Il représente la deuxième circonscription du Nord.